# ウォー・エアクラフト・レプリカズ・インターナショナル
ウォー・エアクラフト・レプリカズ・インターナショナル（War Aircraft Replicas International, Inc.）はアメリカ合衆国のフロリダ州ブランドンに拠点を置く航空機メーカー。
製品は全てウォーバード（第二次世界大戦中に活躍したレシプロ戦闘機）の縮小キットである。展示用の模型ではなく実際に人間が乗って飛行できる。
縮尺は全長を約1/2としているが安定して飛行できるように翼面積などは調整されており、完全な1/2サイズではない。エンジンはライカミング・エンジンズやコンチネンタル・モータースなどが製造した小型機向けのエンジンを使用するため出力は低く（100hp程度）、最高速度も270 km/h程度となっている。しかし戦後に設計された部品や素材を使用しているためメンテナンス性は良好で低価格であり、趣味で飛行するには十分な性能である。
再現は外見のみであり、オリジナル機が星形エンジンであっても水平対向エンジンが採用されることもあるなど、博物館などが所有する復元機とは異なり個人ユーザーが機体記号を取得して飛行・維持できるように配慮されている。

## 製品

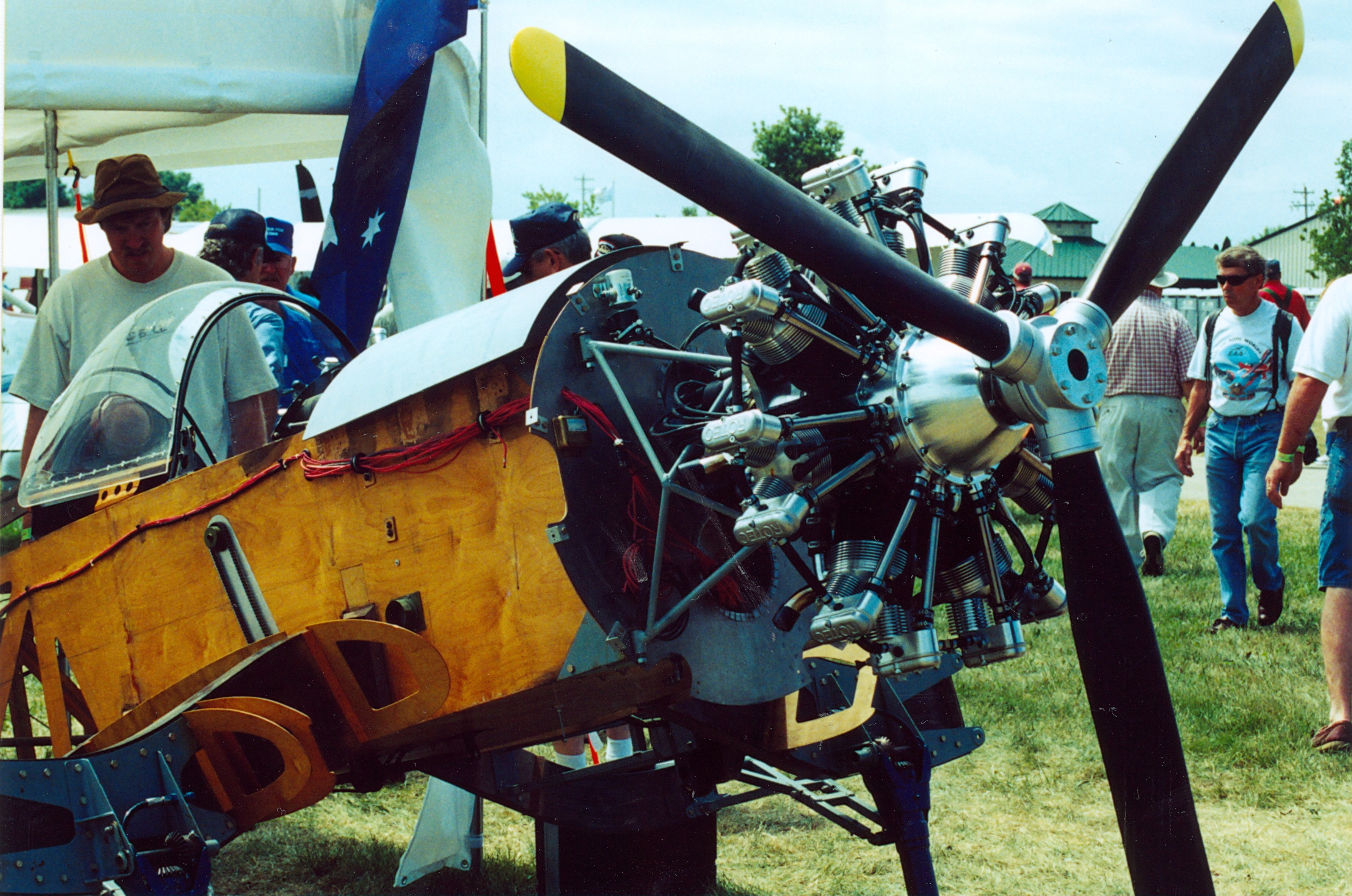
W.A.R. F4U Corsairに採用されたRotec R2800エンジン

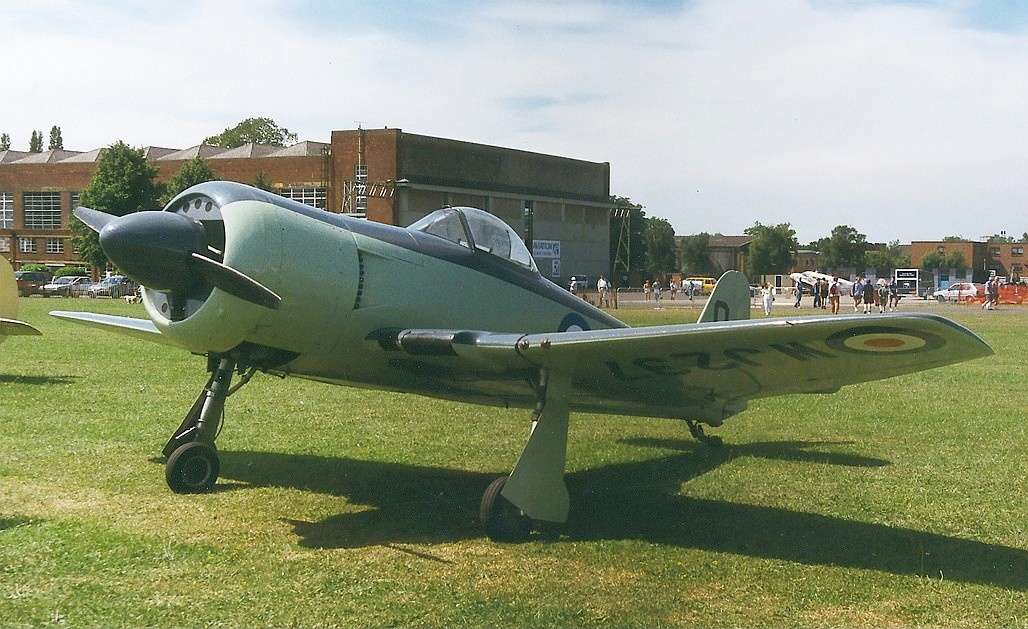
W.A.R. Hawker Sea Fury（機体記号G-BLTG）

- W.A.R. Focke-Wulf 190 - フォッケウルフ Fw190
- W.A.R. F4U Corsair - F4U
- W.A.R. P-47 Thunderbolt - P-47
- W.A.R. Hawker Sea Fury - ホーカー シーフューリー
- W.A.R. P-51 Mustang - P-51
- W.A.R. P40E - P-40E
- WAR ジャパニーズ・ゼロ - 零式艦上戦闘機二一型
- W.A.R. P-38 Lightning - P-38
- W.A.R. Bf109 - メッサーシュミット Bf109
- W.A.R. TA-152H - フォッケウルフ Ta152
- W.A.R. Macchi C.200 Saetta - MC.200
- W.A.R. Grumman F8F Bearcat - F8F
- W.A.R. Hawker Tempest II - ホーカー テンペストMk. II
- W.A.R. Hawk 75A-3 - カーチスホーク 75A-3
- W.A.R. Fokker D.XXI - フォッカー D.XXI
- W.A.R. F6F-3 Hellcat - F6F-3
- W.A.R. Lavochkin La. 5FN - ラボーチキン La. 5FN
- W.A.R. Junkers Ju. 87B-2 Stuka（Walter Minorエンジンを採用） - Ju. 87B-2

## リンク
- W.A.R. Aircraft Replicas International
- War Aircraft Replicas International, Inc.